# Personal File
Personal File è un album raccolta del cantautore statunitense Johnny Cash pubblicato nel 2006.
Il disco contiene 49 tracce inedite pubblicati nello studio di registrazione privato di Cash tra il 1973 e il 1982. Il secondo lato dell'album contiene brani a tema spirituale e religioso.
Delle 49 tracce presenti, 17 sono state scritte o co-scritte da Cash.

## Tracce

### Disco uno
1. The Letter Edged in Black — 2:39 — (H. Nevada)
2. There's a Mother Always Waiting at Home — 4:21 — (J. Thornton)
3. The Engineer's Dying Child — 2:07 — (H. Neil/G. Davis)
4. My Mother Was a Lady — 3:36 — (E. Marks)
5. The Winding Stream — 2:37 — (A.P. Carter)
6. Far Away Places — 2:23 — (A. Kramer/J. Whitney)
7. Galway Bay — 1:45 — (Dr. A. Colahan)
8. When I Stop Dreaming — 3:11 — (C. Louvin/I. Louvin)
9. Drink to Me Only With Thine Eyes — 3:32 — (Ben Jonson/Traditional)
10. I'll Take You Home Again Kathleen — 2:28 — (T. Westendorf)
11. Missouri Waltz — 2:00 — (J.R. Shannon/F.K. Logan-Eppel)
12. Louisiana Man — 3:28 — (D. Kershaw/B. Deaton)
13. Paradise — 3:03 — (J. Prine)
14. I Don't Believe You Wanted to Leave — 2:56 — (J. Tubb)
15. Jim, I Wore a Tie Today — 2:47 — (C. Walker)
16. Saginaw, Michigan — 2:29 — (B. Anderson/D. Wayne)
17. When It's Springtime in Alaska (It's Forty Below) — 2:16 — (J. Horton/T. Franks)
18. Girl in Saskatoon — 2:17 — (Cash/J. Horton)
19. The Cremation of Sam McGee — 5:33 — (A poem by Robert W. Service)
20. Tiger Whitehead — 4:44 — (Cash/N. Winston)
21. It's All Over — 2:49 — (Cash)
22. A Fast Song — 2:32 — (Cash)
23. Virgie — 2:57 — (Cash)
24. I Wanted So — 2:41 — (Cash)
25. It Takes One to Know Me — 3:14 — (C. Carter)

### Disco due
1. Seal It in My Heart and Mind — 1:51 — (Cash)
2. Wildwood in the Pines — 2:41 — (R. Crowell)
3. Who at My Door Is Standing — 2:31 — (M.B.C. Slade/A.B. Everett)
4. Have Thine Own Way, Lord — 3:43 — (A. Pollard/G. Stebbins)
5. Lights of Magdala — 2:26 — (L. Murray)
6. If Jesus Ever Loved a Woman — 2:39 — (Unknown)
7. The Lily of the Valley — 1:45 — (C.W. Fry/W.S. Hays)
8. Have a Drink of Water — 3:36 — (Unknown)
9. The Way Worn Traveler — 2:03 — (A.P. Carter)
10. Look Unto the East — 2:12 — (Cash)
11. Matthew 24 (Is Knocking at the Door) — 1:57 — (Cash/June Carter Cash)
12. The House Is Falling Down — 2:51 — (Unknown)
13. One of These Days I'm Gonna Sit Down and Talk to Paul — 3:20 — (Cash)
14. What on Earth (Will You Do for Heaven's Sake) — 2:44 — (Cash)
15. My Children Walk in Truth — 2:50 — (Cash)
16. No Earthly Good — 1:51 — (Cash)
17. Sanctified — 2:33 — (Cash)
18. Lord, Lord, Lord — 2:20 — (Unknown)
19. What Is Man — 2:24 — (Cash)
20. Over the Next Hill (We'll Be Home) — 2:55 — (Cash)
21. A Half a Mile a Day — 4:25 — (Cash)
22. Farther Along — 2:57 — (Traditional)
23. Life's Railway to Heaven — 2:14 — (M.E. Abbey/C.D. Tillman)
24. In the Sweet By-and-By — (S.F. Bennett/J.P. Webster)